# Toquín, Mazapa de Madero
Toquín är en ort i Mexiko.   Den ligger i kommunen Mazapa de Madero och delstaten Chiapas, i den sydöstra delen av landet, 900 km sydost om huvudstaden Mexico City. Toquín ligger 2 232 meter över havet och antalet invånare är 171.
Terrängen runt Toquín är bergig åt nordost, men åt sydväst är den kuperad. Runt Toquín är det ganska tätbefolkat, med 214 invånare per kvadratkilometer. Närmaste större samhälle är Motozintla de Mendoza, 9,3 km norr om Toquín. I omgivningarna runt Toquín växer i huvudsak blandskog.